# Ismâ'îl Ma'şûqî
Ismâ'îl Ma'şûqî, connu sous le nom de « Oğlan Şeyh » ou encore « le prince des melâmîs », est un soufi melâmî né à Aksarây en 1508 ou 1509 au sein de l'Empire ottoman et mort exécuté en 1528 ou 1529.

## Biographie
Il est le fils et disciple de Pîr 'Alî Askarâyî. Parti prêcher et diriger des derviches à Istanbul, il est accusé de semer le trouble. Il reçoit le conseil de Soliman le Magnifique, de rentrer à Askarây pour sauver sa vie, mais il s'y refuse et se retrouve condamné pour hérésie (zandaqa). Il est exécuté en 1528, à l'âge de dix-neuf ans, en compagnie de douze de ses disciples. De par son martyre et l'emploi de paradoxes extatiques (shatahat (en)) au cours de ses invocations, il fut comparé à Mansur al-Hallaj.,

## Poésie
Sa poésie est teintée par la pensée d'Ibn Arabi, que l'on retrouve également dans tout le mouvement melâmî ottoman. On peut y lire entre autres la notion de blâme, l'amour, l'unicité de l'être, le vin.

« Mon cœur tombe dans un chagrin où le remède est caché.

Viens rejoindre une goutte où la mer est cachée.

Abandonne nom et signe, revêts le manteau du blâme.

En ce manteau du blâme, combien de princes sont cachés. »

« Viens, toi qui brûle aux flammes de l'amour, nettoie le miroir de ton cœur,

Pour que dans le cœur poli se montre la beauté du Bien-aimé.

Ce cœur qui ne brûle pas au feu de l'amour et n'est pas tout réduit en cendres

Que saura-t-il de la saveur de l'amour ? Que saisira-t-il de la folie amoureuse ? »

« Ton être est l'océan de l'unité (vahdet), le joyau du cœur en est l'unique perle.

Ton esprit est la chandelle de la possibilité, mon âme en est le papillon.

L'univers est le lieu du rayonnement pour le rayon de la lumière de Ta beauté.

C'est par lui que sont belles et sa mosquée et sa taverne. »

« La mosquée est ton essence, pour elle tous s'y prosternent,

Qu'ils soient amants dans les mosquées ou moines dans les églises.

C'est Ton amour seul qui se montre toute beauté dans cet univers,

Tantôt amant, tantôt aimé, tantôt sobre, tantôt ivre. »